# Otschakiwtor

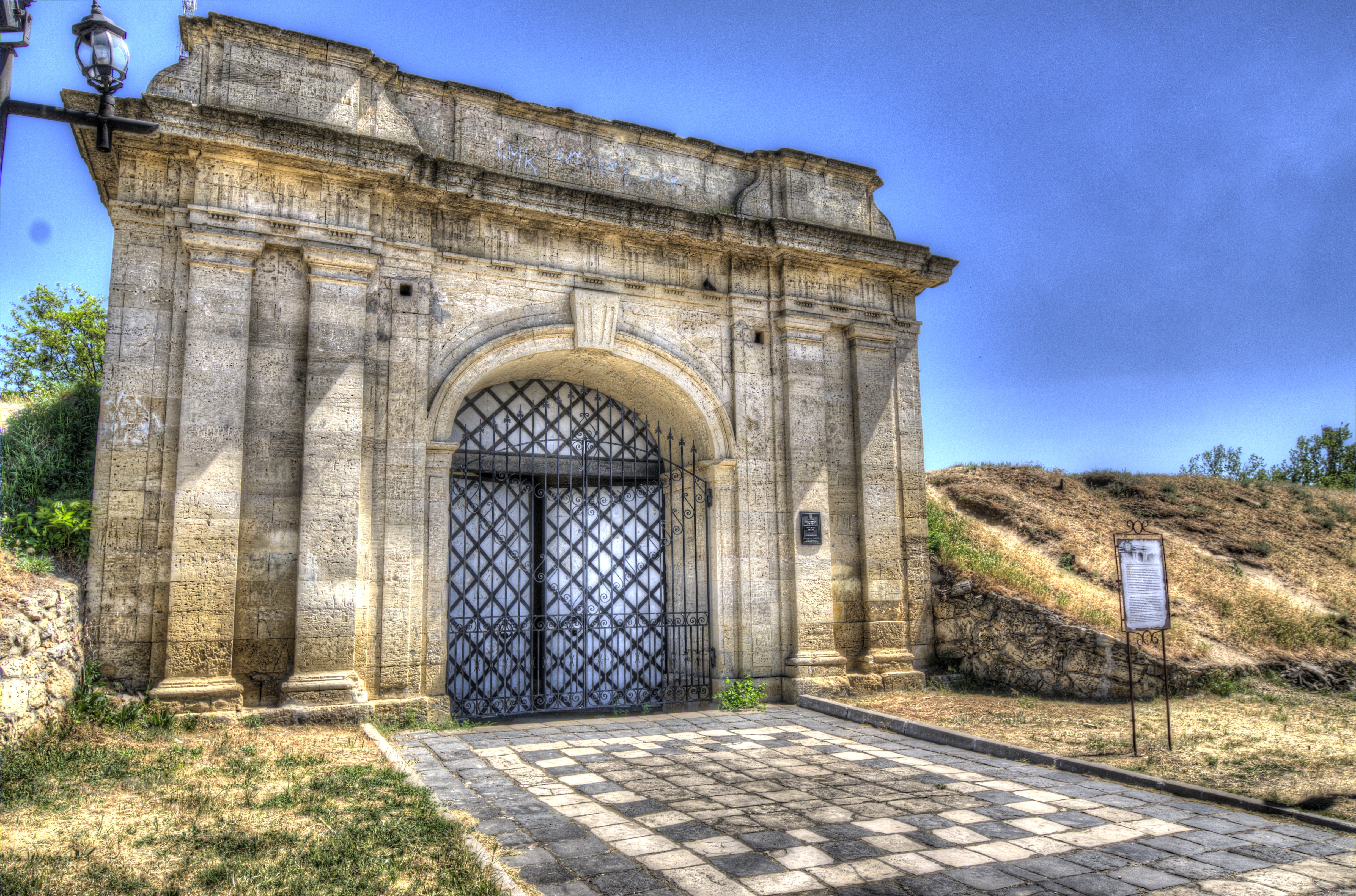
Otschakiwtor in Cherson

Das Otschakiwtor (ukrainisch Очаківська брама Otschakiwska brama, russisch Очаковские ворота Otschakowskije worota) ist ein ehemaliges Stadttor der südukrainischen Stadt und Festung Cherson. Es ist eines der wenigen noch erhaltenen Bauwerke der einstmals bedeutenden russischen Festung Cherson aus dem 18. und 19. Jahrhundert. Das Tor gilt als Baudenkmal von nationaler Bedeutung in der Ukraine.
Das stilisierte Abbild des Otschakiwtores ist ein Bestandteil des Wappens von Cherson. Es ist auch auf einer ukrainischen Briefmarke von 2016 abgebildet.

## Geschichte
Das Otschakiwtor mit einer klassizistischen Fassade entstand im Zusammenhang mit dem Bau der Stadtbefestigung von Cherson um 1783. Es ermöglichte den Zugang von Westen – aus der Richtung von Odessa, Otschakiw und Mykolajiw – in das von einem mächtigen Befestigungsring mit mehreren Bastionen umgebene Stadtgebiet. Vor dem Tor befand sich ein Graben, über den eine Zugbrücke führte.

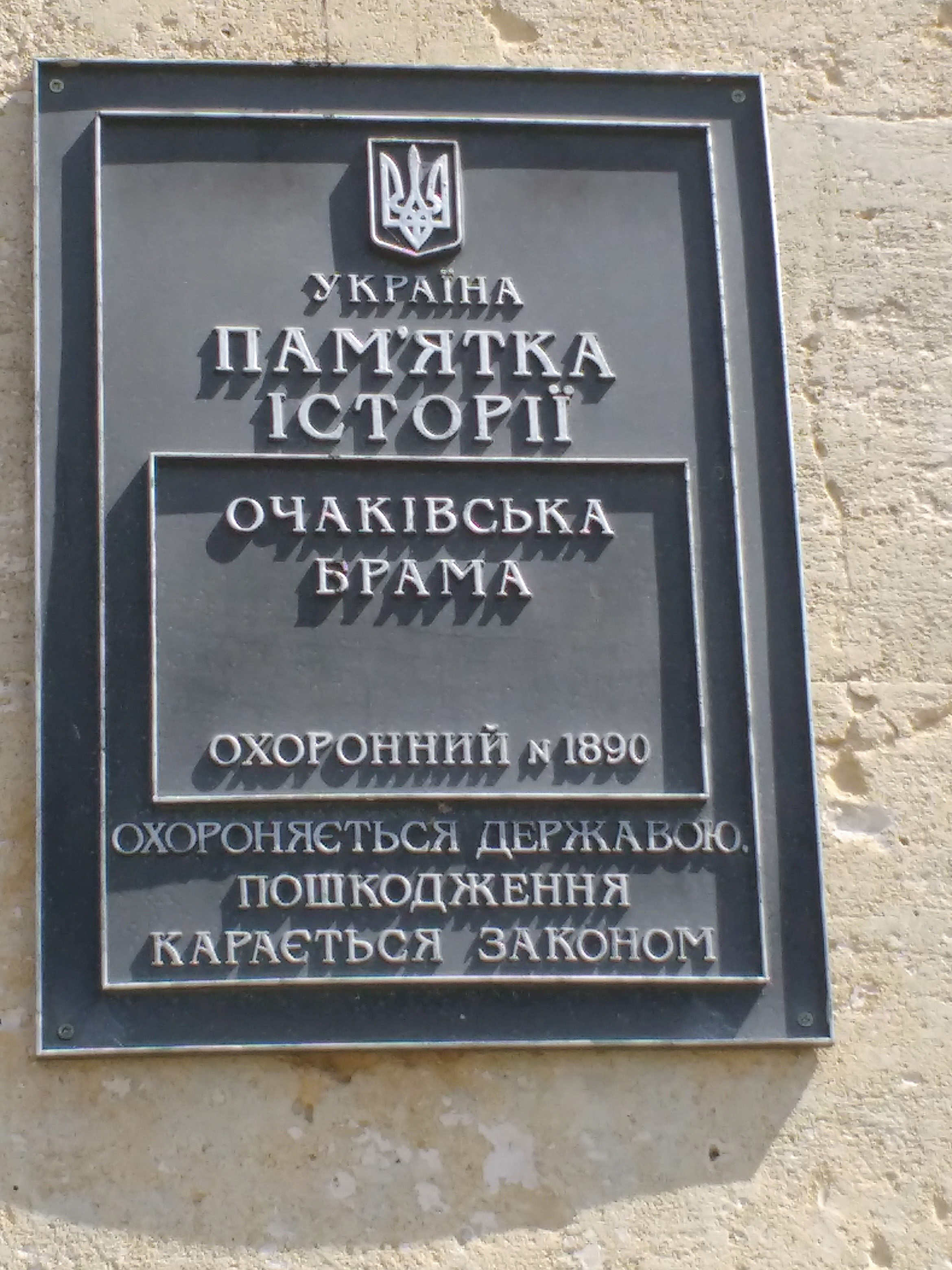
Kennzeichnung des Tores als ukrainisches Baudenkmal

Auf Beschluss von Kaiser Nikolaus I. von 1835 wurden die Festung und die Stadtbefestigung von Cherson geschleift. In den 1920er Jahren verschwanden auch die meisten alten Gebäude im Bereich der alten Festungsstadt. Erhalten blieben nur einige Hauptbauwerke wie die St.-Katharinen-Kathedrale, die nahe beim Stadttor steht, und neben dem Otschakiwtor auch noch das Moskauer Tor. Ein großer Bereich der ehemals befestigten Stadt bildet heute einen weiten Stadtpark mitten im Stadtzentrum, das von einem modernen, schachbrettartig angelegten Straßennetz durchzogen ist. Das Otschakiwtor steht im Stadtteil Suworow an der Pereskopstraße unmittelbar neben der Jubiläums-Konzerthalle von Cherson.